# Aeropuerto de Tarudant
El aeropuerto de Tarudant (en árabe مطار تارودانت, Maṭār Tārūdānt) (OACI: GMMO) es un aeropuerto que presta servicio a la ciudad de Tarudant en Marruecos.
El aeródromo se dedica principalmente al paracaidismo, estando dotado de una escuela donde se enseña tal actividad y de un pequeño hangar donde se almacenan los aviones que se utilizan para dicho deporte.
Las autoridades locales tienen planes para la mejora de la pista y de las instalaciones con la finalidad de promover el turismo y la misma actividad del paracaidismo.